# حمد بن عبد العزيز السويلم
حمد بن عبد العزيز بن حمد بن سليمان السويلم، مسؤول سعودي سابق، شَغل منصب رئيس الديوان الملكي منذ 29 أبريل 2015 حتى 13 يوليو 2015

## سيرته
- حاصل على شهادة البكالوريوس في الآداب تخصص اللغة الإنجليزية عام 1409 هـ.
- انضم إلى وزارة الدفاع والطيران في عام 1410 هـ، وعُين مترجماً بالوزارة.
- في عام 1412 هـ، عُين مترجماً خاصاً لسمو النائب الثاني لرئيس مجلس الوزراء وزير الدفاع والطيران والمفتش العام الأمير سلطان بن عبدالعزيز.
- في 5 جماد الأول 1416 هـ، عُين سكرتيراً خاصاً لسمو النائب الثاني لرئيس مجلس الوزراء وكُلف بتأسيس السكرتارية الخاصة.[1]
- في 30 رمضان 1426 هـ، الموافق 17 يوليو 2005، صدر أمر ملكي بتعيينه نائباً لرئيس ديوان سمو ولي العهد بالمرتبة الممتازة، ومددت خدماته في 28 رمضان 1430 هـ الموافق 18 سبتمبر 2009.[2]
- في 3 جماد الثاني 1436 هـ الموافق 23 يناير 2015، صدر أمر ملكي بتعيينه رئيساً لديوان سمو ولي العهد بمرتبة وزير.[3]
- في 10 رجب 1436 هـ الموافق 29 أبريل 2015، صدر أمر ملكي بتعيينه رئيساً للديوان الملكي بمرتبة وزير[4] واستمر في منصبه حتى 26 رمضان 1436 هـ الموافق 13 يوليو 2015.[5]